# Chytová klička

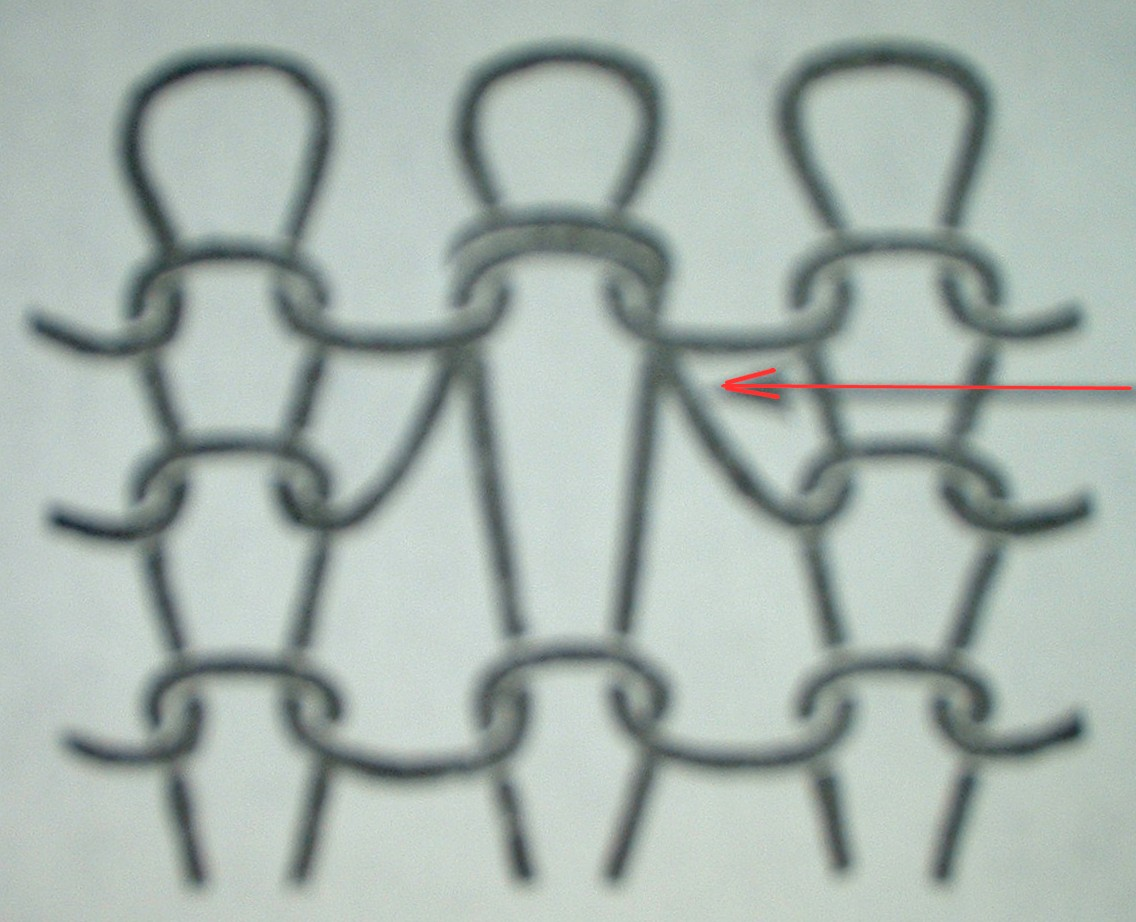
Chytová klička v zátažné pletenině

Chytová klička (angl.: tuck stitch, něm.: Fangmasche, Henkel) je vazební prvek pletenin.

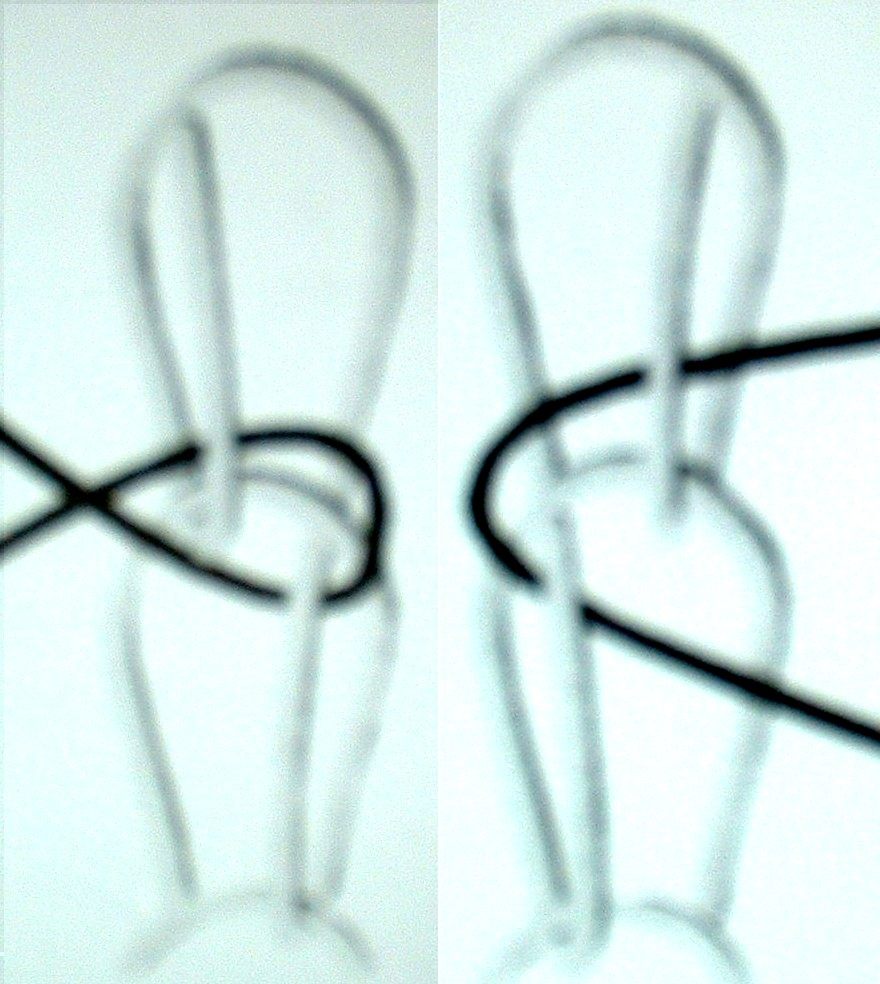
Chytová klička v osnovní pletenině (vlevo uzavřená, vpravo otevřená)

## Podmínky vzniku kličky
Chytová klička (angl.: tuck stitch, něm.: Fangmasche) vzniká z nitě, která se při pletení jen klade na jehlu a neprovléká očkem.
Kladení může být otevřené nebo uzavřené (viz nákres vpravo).
Na jehelním obloučku kličky jsou dva vazné body, platinové obloučky drží sousední očka.
Chytové (podobně jako podložené) kličky netvoří při pletení novou textilní plochu, ovlivňují jen vzhled výrobku a slouží ke vzorování pleteniny.
Známé způsoby vzniku:

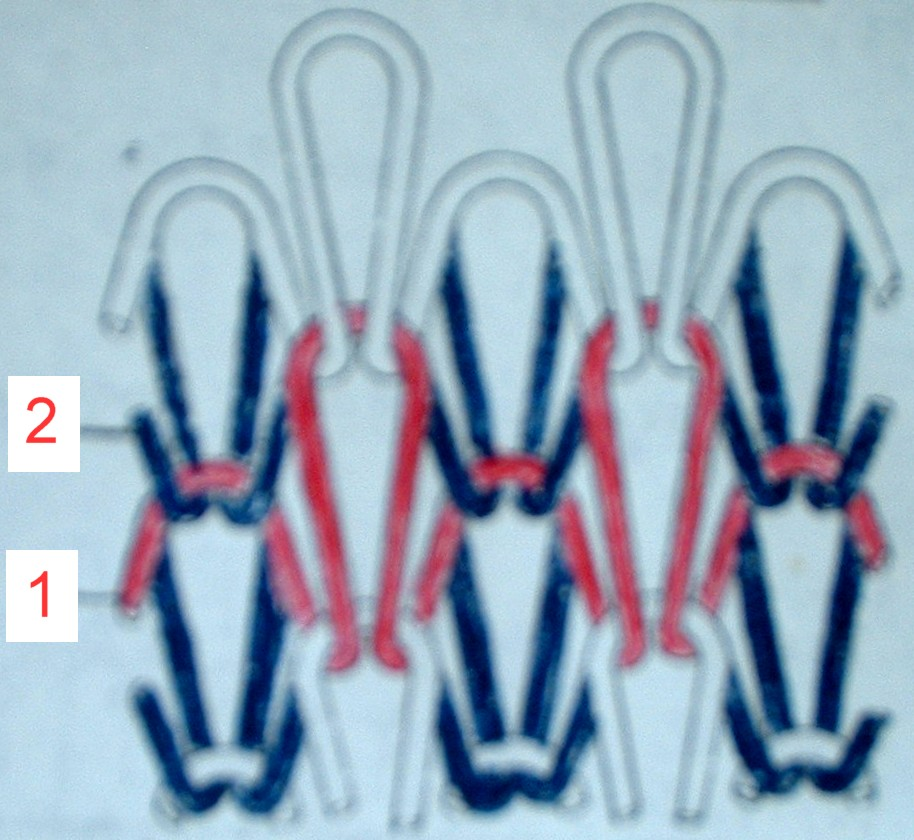
Schéma oboulícního chytu v zátažné pletenině

- zachycením v jazýčkové jehle (chytová zátažná vazba)
- zachycením na jazýčkové jehle (chytová vazba)
- z nelisovaného očka na háčkové jehle (lisovaná osnovní vazba)
- technikou srážecího plechu (na rašlech)[2]

## Chytová vazba pletenin
Pleteniny s chytovou vazbou se vyrábí převážně na plochých strojích.
Chytové kličky nepřináší do pleteniny přírůstek plochy, zvyšují však objem a váhu a snižují tažnost výrobku. Používají se na svrchní, dětské ošacení, svetry, mikiny, sportovní oděvy, punčochy, prádlo.
K nejznámějším druhům patří:

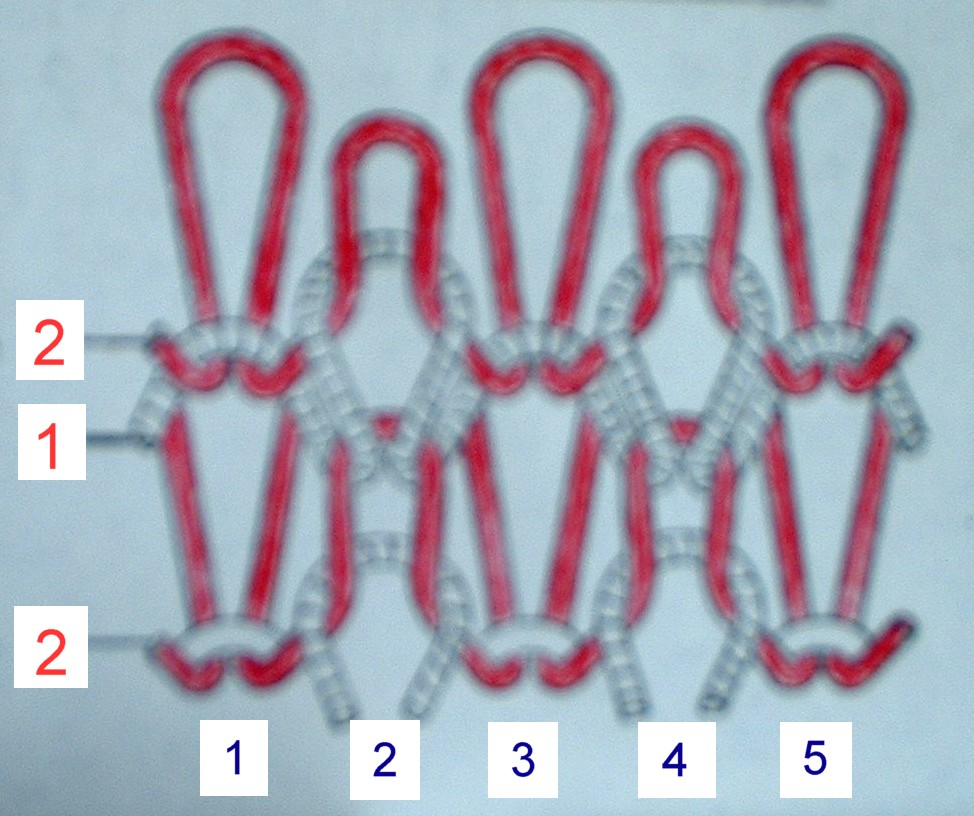
Schéma perlového chytu

Oboulícní chytová vazba (angl.: cardigan stitch, nákres vpravo)
V prvním řádku tvoří jehly předního lůžka očka, jehly zadního lůžka chytové kličky. Ve druhém řádku vychází z předního lůžka (modře zakreslené) chytové kličky a jehly zadního lůžka pletou očka. Obě strany pleteniny mají stejný vzhled, mezi navázaným kličkami jsou úzké uličky. Když se první a druhý řádek plete z nití různých barev, odlišuje se také líc a rub pleteniny barevně.
K oboulícním vazbám patří také opakované chyty se 2-3 chytovými kličkami vytvořenými na jedné jehle. Pleteniny v této vazbě jsou objemnější a hřejivější. Známé jsou zde dětské výrobky z tvarovaných přízí.

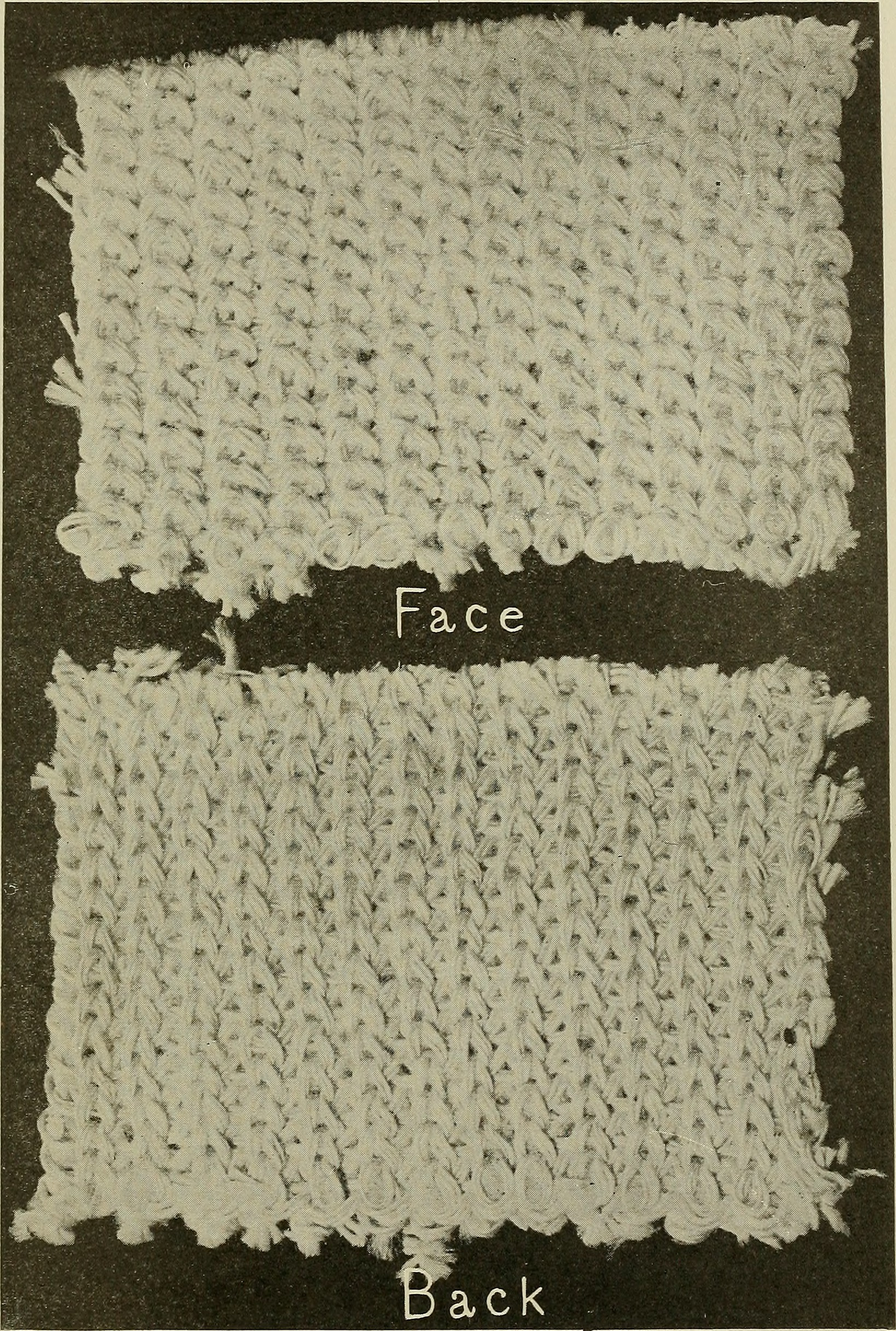
Ručně pletený perlový chyt (líc nahoře a rub dole)

Perlový chyt (angl.: half-cardigan stitch, něm.: Perlfang -  nákres vpravo dole)
V prvním řádku se tvoří na jehlách předního lůžka očka a na zadním lůžku chytové kličky. Druhý řádek sestává jen z (červeně značených) oček. Na lícní straně pleteniny jsou vidět velká kulatá očka (šrafovaně zakreslené „perličky“), která překrývají ve 2. a 4. sloupci přes očka druhého řádku. Na lícní straně jsou v 1., 3. a 5. sloupci viditelná očka druhého řádku s podlouhlými chytovými kličkami.
Interlokový chyt (angl.: trainer, něm.: Interlock Fang) je vazba s posunovanými chytovými kličkami na obou stranách pleteniny. Vyrábí se také se zdvojenými řádky jako dvojitý interlokový chyt.
Jednolícní keprová nebo štruková vazba obsahuje řádky, ve kterých se střídají očka s chytovými kličkami v poměru 1:1 nebo 2:2. Tyto vazby se často používají v pleteninách na spodní prádlo a trička.